# Зубревичі (Оршанський район)
Зубре́вичі (біл. Зубрэвічы) — село в складі Оршанського району розташоване в Вітебської області Білорусі. Село є центром Зубревіцької сільської ради.
Веска Зубревичі розташована на півночі Білорусі, у південній частині Вітебської області. В селі Зубревичі народився білоруський письменник Янка Сіпаков, також відоме своїм військовим містечком.
На початку XV століття веска була центром невеликого удільного князівства — резиденцією князя Дмитра (Мітки) Сокири-Зубревицького.